# ایدو (گناباد)
ایدو یک منطقهٔ مسکونی در ایران است که در دهستان کاخک واقع شده‌است. براساس سرشماری مرکز آمار ایران در سال ۱۳۹۵، ایدو ۶۴ نفر جمعیت دارد. در اصل روستای آیدو به دو قسمت تقسیم بندی شده است آیدو بالا و آیدو پایین
روستای ایدویی که در حال حاضر مسکونی است ایدوی پایین است و در ادامه ی این مسیر در سمت چپ جاده به سمت روستای سارنگ و در بالای کوه می توان منطقه بکر که از زمین های کشاورزی و طبیعت سبز را دید که در بعضی از نقاط به دلیل خشکسالی شدید آن منطقه در سال های پیش هیچ چیز نمانده است. در ادامه ی مسیر روستایی دیده می‌شود که دیگر کسی در آن سکونت نمی‌کند اما بعضی از اهالی آیدو وقتی  برای دامپروری به کوه ها می روند در خانه‌ی پیشین خود و پدران خود استراحت می‌کند این روستا که دیگر قابل سکونت نیست ایدوی بالا است خانه های آن خشتی است و اکثر آنها خراب شده اند حدود 15 تا 20 سال پیش فردی به نام مرحوم محمد علی شرفی و بعضی دیگر از اهالی دیگر که وضع جدید روستای آیدو ی بالا (تخریب و وضع خطرناک) را دیدند به فکر روستای جدیدی افتادند و پس از تلاش های زیاد روستای جدید ساختند به نام روستای آیدو پایین این فرد بزرگ و خدمتگزار (آقای شرفی) به علت ایست قلبی فوت کرد. 